# Anders Ygeman
Anders Ygeman (ur. 17 czerwca 1970 w Sztokholmie) – szwedzki polityk, działacz Szwedzkiej Socjaldemokratycznej Partii Robotniczej, parlamentarzysta, w latach 2014–2017 i 2019–2022 minister.

## Życiorys
W 1990 na Uniwersytecie Sztokholmskim przez jeden semestr studiował kryminologię. Pracował w administracji socjalnej, następnie w strukturach Ligi Młodych Szwedzkiej Socjaldemokracji, młodzieżówki socjaldemokratów. W latach 1995–1997 był wiceprzewodniczącym tej organizacji. Od 1995 pełnił funkcję zastępcy poselskiego, w 1996 objął mandat deputowanego do Riksdagu. Utrzymywał go w 1998, 2002, 2006 i 2010.
Po wyborach w 2014, w których również uzyskał poselską reelekcję, w utworzonym przez socjaldemokratów i zielonych mniejszościowym rządzie Stefana Löfvena objął urząd ministra spraw wewnętrznych. W lipcu 2017 zakończył urzędowanie. Jego dymisja uprzedziła głosowanie nad wnioskiem o wotum nieufności w związku z ujawnionym przez media wyciekiem danych informatycznych.
W 2018 i 2022 wybierany na kolejne kadencje szwedzkiego parlamentu.
W styczniu 2019 powrócił do administracji rządowej, w drugim gabinecie dotychczasowego premiera objął stanowisko ministra energii i cyfryzacji. Pozostał na tej funkcji również w utworzonym w lipcu 2021 trzecim rządzie Stefana Löfvena. W powołanym w listopadzie 2021 rządzie Magdaleny Andersson został natomiast ministrem integracji i imigracji. Stanowisko to zajmował do października 2022.